# Epidemic
Pour plus de détails, voir Fiche technique et Distribution.
Epidemic est un film danois réalisé par Lars von Trier, sorti en 1987. Ce film est le deuxième volet de sa trilogie Europe (les deux autres volets étant : Element of Crime et Europa).

## Synopsis
Lars et Niels sont scénaristes. Leur dernière production Le Commissaire et la putain vient malheureusement d'être victime d'un bug sur l'ordinateur ; ils doivent donc intégralement reprendre leur travail. Finalement, plutôt que de chercher en vain à reconstituer l'histoire, les deux auteurs décident d'écrire un nouveau scénario : Epidemic. Il s'agira de plonger dans l'horreur d'une épidémie qui menace la civilisation. L'intrigue avance autour d'un jeune médecin qui décide de quitter la ville protégée de la maladie pour s'aventurer dans la zone contaminée.
Cette histoire est une métaphore, elle critique le développement du capitalisme qui se propage tel un virus. Le jeune médecin qui doit soigner les malades propage à son insu le virus, tel ce film qui pour critiquer le système capitaliste n'a pas d'autre choix que d'adopter une démarche capitaliste (promotion du film et diffusion) et par conséquent ne fait que le renforcer.

## Fiche technique
- Titre : Epidemic
- Réalisation : Lars von Trier
- Scénario : Lars von Trier et Niels Vørsel
- Production : Jacob Eriksen
- Musique : Peter Bach
- Photographie : Henning Bendtsen
- Montage : Thomas Krag et Lars von Trier
- Costumes : Manon Rasmussen
- Pays d'origine :  Danemark
- Tournage : 1987
- Format : Noir et blanc - 35 mm et 16 mm
- Genre : Horreur,drame
- Durée : 106 minutes
- Date de sortie :
  - Danemark : 11 septembre 1987
  - France : 30 novembre 1988

## Distribution
- Lars von Trier : Lars / Le docteur Mesmer
- Niels Vørsel : Niels
- Udo Kier : Udo
- Claes Kastholm Hansen : Claes
- Michael Simpson : Cabbie / Le Prètre
- Allan De Waal
- Ole Ernst
- Michael Gelting
- Colin Gilder
- Svend Ali Hamann : Svend
- Ib Hansen
- Anja Hemmingsen
- Kirsten Hemmingsen
- Cæcilia Holbek
- Gert Holbek
- Jan Kornum Larsen
- Joergen Christian Krueff
- Gitte Lind : Gitte
- Leif Magnusson
- Gunner Ottesen
- Susanne Ottesen : Susanne
- Lennart Pasborg
- Leif Sabro
- Tony Shine
- Mik Skov
- Thorkild Toennesen
- Olaf Ussing